# 1584

## أحداث
- تأسيس مدينة أورال، كازاخستان وتقع حاليا في كازاخستان.
- 27 أكتوبر: تأسيس مدينة لاتاكونغا وتقع حاليا في الإكوادور.
- إيفان الرابع قيصر روسيا يؤسس مدينة أرخانغلسك في شمال البلاد

## مواليد
- اربنيوس
- فرنسيس بومونت
- مياموتو موساشي

## وفيات
- إيفان الرابع
- وليام الكتوم